# Dzamár kormányzóság

Dzamár kormányzóság elhelyezkedése Jemenen belül

Dzamár kormányzóság (arabul محافظة ذمار [Muḥāfaẓat Ḏamār]) Jemen huszonegy kormányzóságának egyike. Az ország nyugati részén fekszik. Északnyugaton Rajma, északon Szanaa, keleten Bajdá, délen Ibb, délnyugaton pedig el-Hudajda kormányzóság határolja. Székhelye Dzamár városa. Területe 8 705 km², népessége a 2004-es népszámlálási adatok szerint 1 330 108 fő.

## Fordítás
Ez a szócikk részben vagy egészben  a   Governorates of Yemen című angol Wikipédia-szócikk ezen változatának fordításán alapul.  Az eredeti cikk szerkesztőit annak laptörténete sorolja fel. Ez a jelzés csupán a megfogalmazás eredetét és a szerzői jogokat jelzi, nem szolgál a cikkben szereplő információk forrásmegjelöléseként.